# 2021년 아부다비 그랑프리
2021년 아부다비 그랑프리(2021 Abu Dhabi Grand Prix)는 2021년 12월 12일 아랍에미리트 아부다비 야스 마리나 서킷에서 열린 포뮬러 원 2021 시즌 스물두번째이자 마지막 대회이다. 공식 대회명은 포뮬러 1 에티하드 에어웨이 아부다비 그랑프리 2021(Formula 1 Etihad Airways Abu Dhabi Grand Prix 2021)이다. 이 경기는 포뮬러 원 월드 드라이버 챔피언십과 컨스트럭터 챔피언십 결정전이었으며, 이 경기 이전 막스 페르스타펀과 루이스 해밀턴은 369.5포인트로 동률을 이루었다.
본 경주는 해밀턴이 첫 랩 1번 코너에서 선두를 차지하고 경기 내내 선두를 지키면서 대부분의 랩을 선도했다. 그러나 경기 막바지 논란의 세이프티 카 재출발 이후 마지막 랩에서 페르스타펀이 해밀턴을 추월하고 그랑프리 우승을 달성했다.
페르스타펀은 해밀턴에게 8포인트 앞서 커리어 첫 월드 드라이버 챔피언십을 달성했으며, 레드불 레이싱 또한 2013년 이후 첫 드라이버 챔피언십을 달성했다. 한편 메르세데스는 최초 8회 연속 컨스트럭터 챔피언을 획득했다. 이 경기는 또한 20년 동안 총 349회 그랑프리 출발을 기록한 2007년 드라이버 챔피언 키미 래이쾨넨의 마지막 경기이기도 하였다.

## 레이스 기록
| 순위                                                             | No. | 드라이버               | 컨스트럭터                | 랩 | 기록 / 사유 | 그리드 | 포인트 |
| ---------------------------------------------------------------- | --- | ---------------------- | ------------------------- | -- | ----------- | ------ | ------ |
| 1                                                                | 33  | 막스 페르스타펀        | 레드불 레이싱-혼다        | 58 | 1:30:17.345 | 1      | 261    |
| 2                                                                | 44  | 루이스 해밀턴          | 메르세데스                | 58 | +2.256      | 2      | 18     |
| 3                                                                | 55  | 카를로스 사인스 주니어 | 페라리                    | 58 | +5.173      | 5      | 15     |
| 4                                                                | 22  | 츠노다 유키            | 알파타우리-혼다           | 58 | +5.692      | 8      | 12     |
| 5                                                                | 10  | 피에르 가슬리          | 알파타우리-혼다           | 58 | +6.531      | 12     | 10     |
| 6                                                                | 77  | 발테리 보타스          | 메르세데스                | 58 | +7.463      | 6      | 8      |
| 7                                                                | 4   | 랜도 노리스            | 맥라렌-메르세데스         | 58 | +59.200     | 3      | 6      |
| 8                                                                | 14  | 페르난도 알론소        | 알핀-르노                 | 58 | +1:01.708   | 11     | 4      |
| 9                                                                | 31  | 에스테반 오콘          | 알핀-르노                 | 58 | +1:04.026   | 9      | 2      |
| 10                                                               | 16  | 샤를 르클레르          | 페라리                    | 58 | +1:06.057   | 7      | 1      |
| 11                                                               | 5   | 제바스티안 페텔        | 애스턴 마틴-메르세데스    | 58 | +1:07.527   | 15     |        |
| 12                                                               | 3   | 다니엘 리카도          | 맥라렌-메르세데스         | 57 | +1 랩       | 10     |        |
| 13                                                               | 18  | 랜스 스트롤            | 애스턴 마틴-메르세데스    | 57 | +1 랩       | 13     |        |
| 14                                                               | 47  | 미크 슈마허            | 하스-페라리               | 57 | +1 랩       | 19     |        |
| 152                                                              | 11  | 세르히오 페레즈        | 레드불 레이싱-혼다        | 55 | 유압        | 4      |        |
| Ret                                                              | 6   | 니콜라스 라티피        | 윌리엄스-메르세데스       | 50 | 사고        | 16     |        |
| Ret                                                              | 99  | 안토니오 지오비나치    | 알파 로메오 레이싱-페라리 | 33 | 유압계통    | 14     |        |
| Ret                                                              | 63  | 조지 러셀              | 윌리엄스-메르세데스       | 26 | 기어박스    | 17     |        |
| Ret                                                              | 7   | 키미 래이쾨넨          | 알파 로메오 레이싱-페라리 | 25 | 브레이크    | 18     |        |
| 최속 랩: 막스 페르스타펀 (레드불 레이싱-혼다) – 1:26.103 (39 랩) |     |                        |                           |    |             |        |        |
| 출처:                                                            |     |                        |                           |    |             |        |        |

각주
- ^1  – 최속 랩 1포인트 포함
- ^2  – 경주 주행 거리 90% 이상 주행으로 기록[3]
- ^3  – SARS-CoV-2 양성으로 니키타 마제핀 불참, 대체 선수 없이 그리드 비움[6]